# Biernatów (Głubczyce)
Biernatów  (deutsch Berndau) ist ein Ort in der Stadt- und Landgemeinde Głubczyce im Powiat Głubczycki der Woiwodschaft Opole in Polen.
Ortsteil von Biernatów ist der Weiler Biernatówek (Klein Berndau)-

## Geographie
Das Straßendorf Biernatów liegt elf Kilometer nördlich von Głubczyce (Leobschütz) und 53 Kilometer südlich von Opole (Oppeln) in der Nizina Śląska (Schlesische Tiefebene).
Nachbarorte von Biernatów sind im Südosten Lisięcice (Leisnitz), im Süden Królowe (Königsdorf) und im Westen Kietlice (Kittelwitz).

## Geschichte

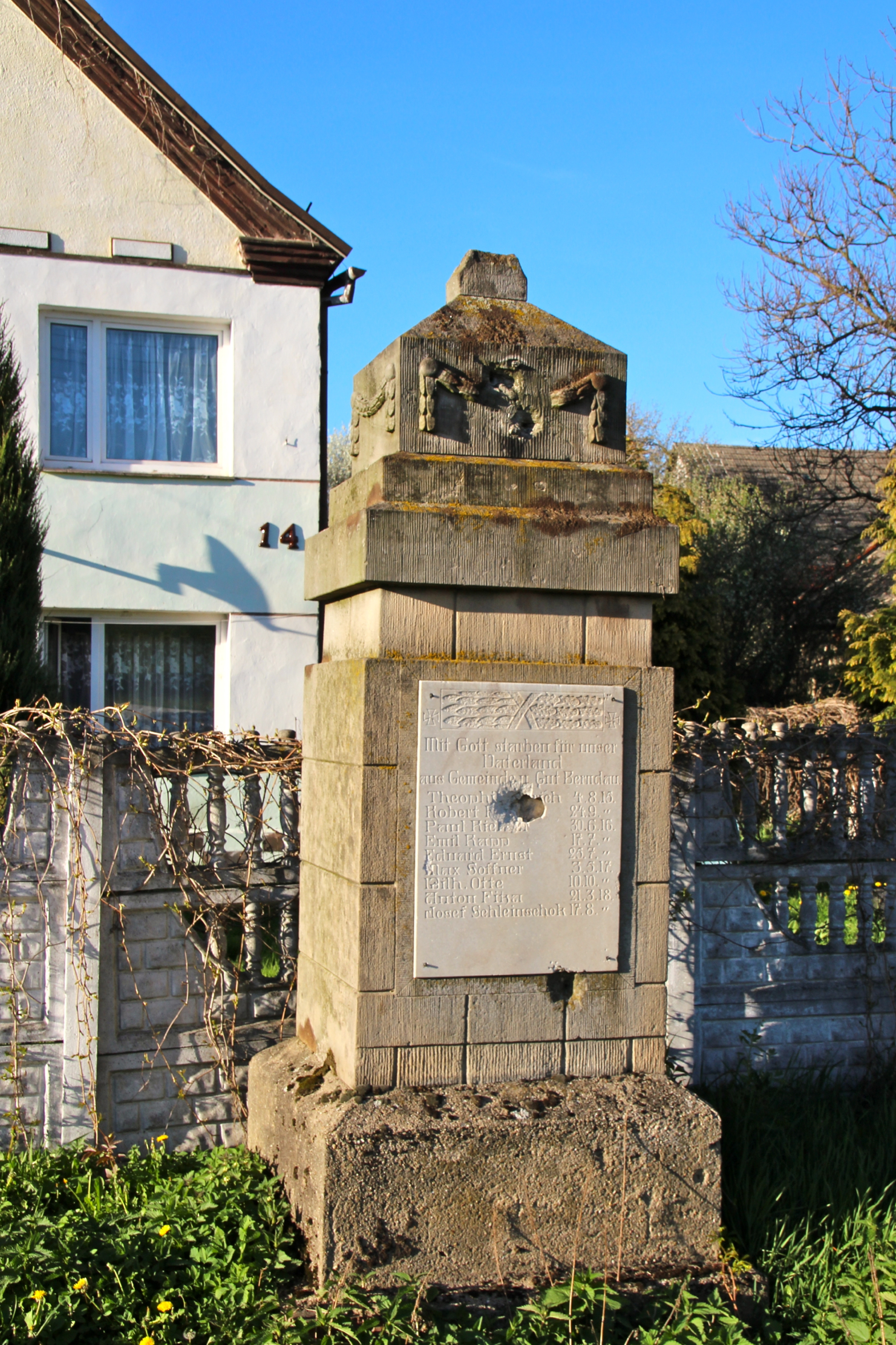
Gefallenendenkmal

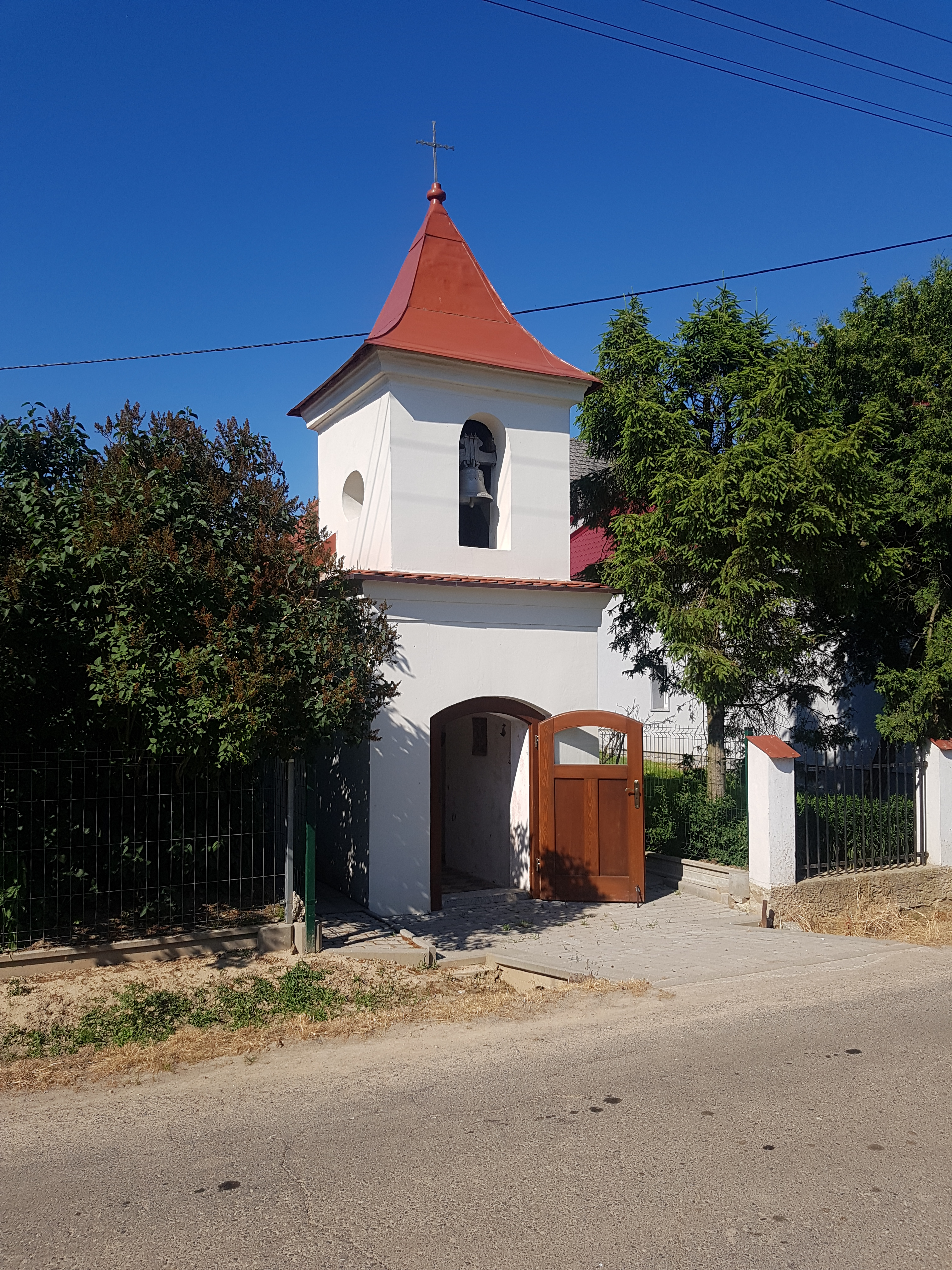
Glockenkapelle

Das spätere Berndau wurde erstmals 1666 als Berntaw erwähnt. Der Ortsname leitet sich vom Personennamen Bernhard ab (Dorf des Bernhard).
Nach dem Ersten Schlesischen Krieg 1742 fiel Berndau mit dem größten Teil Schlesiens an Preußen.
Bis 1816 gehörte Berndau zum Neustädter Kreis. Nach der Neugliederung der Provinz Schlesien gehörte die Landgemeinde Berndau ab 1816 zum Landkreis Leobschütz. 1845 bestanden im Dorf ein Vorwerk, eine Mühle und 25 Häuser. Die Einwohnerzahl lag bei 161, davon 18 evangelisch. 1861 zählte Berndau 199 Einwohner, einen Kretscham, 16 Gärtner- und eine Häuslerstelle. 1874 wurde der Amtsbezirk Gläsen gegründet, dem die Landgemeinden Berndau, Gläsen, Schönau und Thomnitz und die Gutsbezirke Berndau und Gläsen eingegliedert wurden.
Bei der Volksabstimmung in Oberschlesien am 20. März 1921 stimmten in Berndau 121 Personen für einen Verbleib bei Deutschland und 1 für Polen. Berndau verblieb wie der gesamte Stimmkreis Leobschütz beim Deutschen Reich. Bis 1927 befand sich das Dorf und das Gut Berdnau im Besitz der Familie von Prittwitz und Gaffron auf Kasimir. Diese verkaufte es 1927 an die Oberschlesische Landesgesellschaft. Diese ließ bis Ende der 1920er Jahre neue Siedlungshäuser im Ort bauen. Bis 1930 kamen Siedler aus Westfalen, Posen und Oberschlesien. 1933 zählte der Ort 193 Einwohner, 1939 wiederum 176. Bis 1945 gehörte der Ort zum Landkreis Leobschütz. Am frühen Morgen des 17. März 1945 flüchtete die Dorfbevölkerung in einem Treck über Hotzenplotz und Jägerndorf nach Hohenmauth und Budweis. Die wenigen zurückgebliebenen Menschen im Ort wurden durch Soldaten der Roten Armee ermordet. Ein Großteil der Häuser wurde zerstört und geplündert.
1945 kam der bisher deutsche Ort unter polnische Verwaltung, wurde in Biernatów umbenannt und der Woiwodschaft Schlesien angeschlossen. Im Mai und Juni kam ein Teil der geflüchteten Bevölkerung zurück in den Ort. Im Herbst 1945 kamen die ersten Polen aus Ost-Polen und beschlagnahmten einige Wohnhäuser im Ort. Am 1. Juli 1946 erhielten die Deutschen in Berndau den Befehl, das Dorf zu verlassen. Über Leobschütz kamen die Bewohner des Dorfes in den Landkreis Hildesheim. 1950 wurde Biernatów der Woiwodschaft Oppeln zugeteilt. 1999 wurde es Teil des wiedergegründeten Powiat Głubczycki.

## Sehenswürdigkeiten
- Denkmal für die Gefallenen des Ersten Weltkriegs
- Zweistöckige Glockenkapelle mit spitzem Satteldach
- Steinernes Wegekreuz